# Hervormde kerk (Moerdijk)

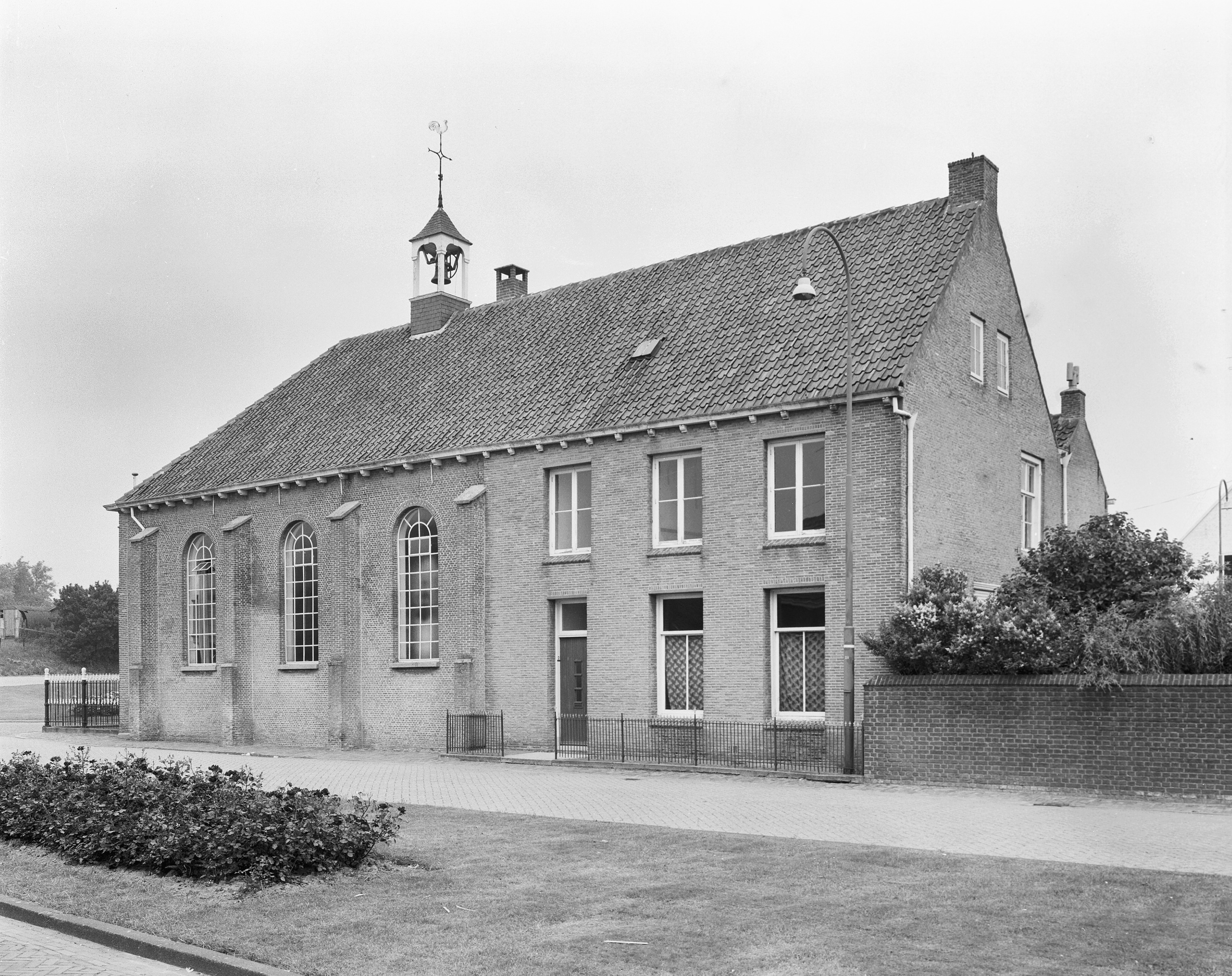
Hervormde kerk

De Hervormde Kerk is een protestants kerkgebouw in de tot de Noord-Brabantse gemeente Moerdijk behorende plaats Moerdijk. De kerk is gelegen aan het Wilhelminaplein 1.

## Geschiedenis
Het kerkje werd gebouwd in 1815 en is mogelijk een Lodewijkskerkje. Het is een zaalkerkje op rechthoekige plattegrond met in het verlengde een woonhuis. Het gebouw wordt aan het kerkuiteinde gedekt door een schilddak, maar aan het woonhuisgedeelte ontbreekt een schilduiteinde. De vensters in het kerkgedeelte zijn rondbogig.
Op het dak van de kerk bevindt zich een klokkenruiter. Vanaf 2005 is het een PKN-kerk.